# Tor łyżwiarski

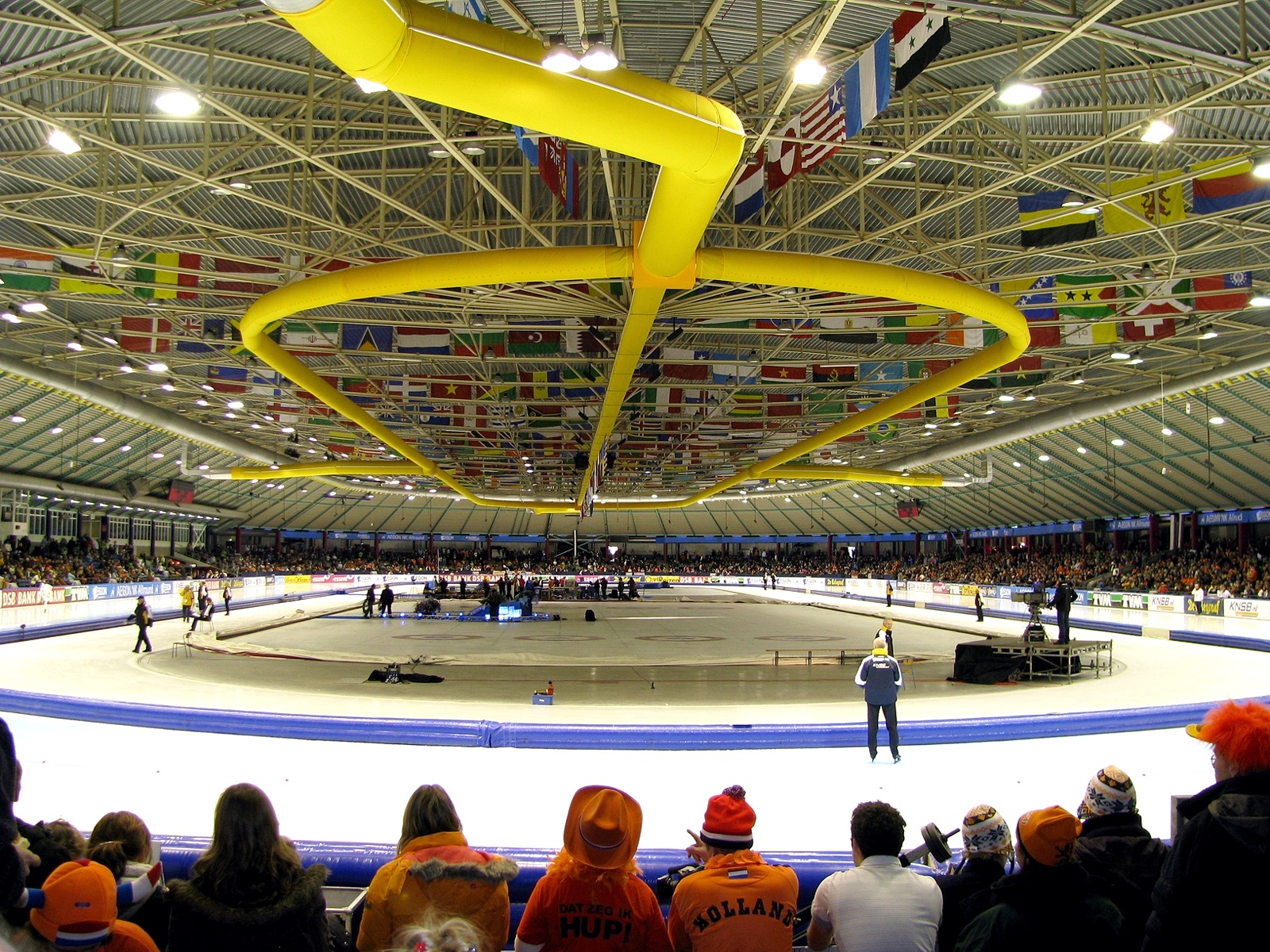
Tor Thialf w Heerenveen (Holandia)

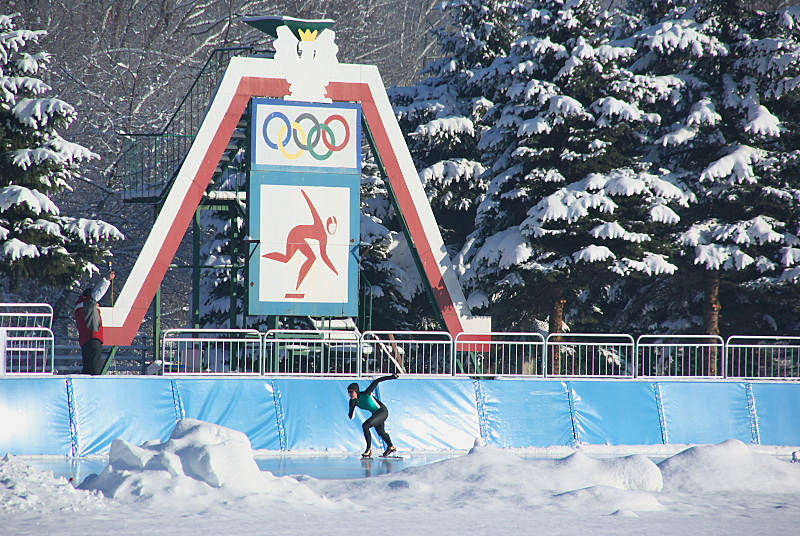
Zawody łyżwiarskie na torze Błonie w Sanoku (2010)

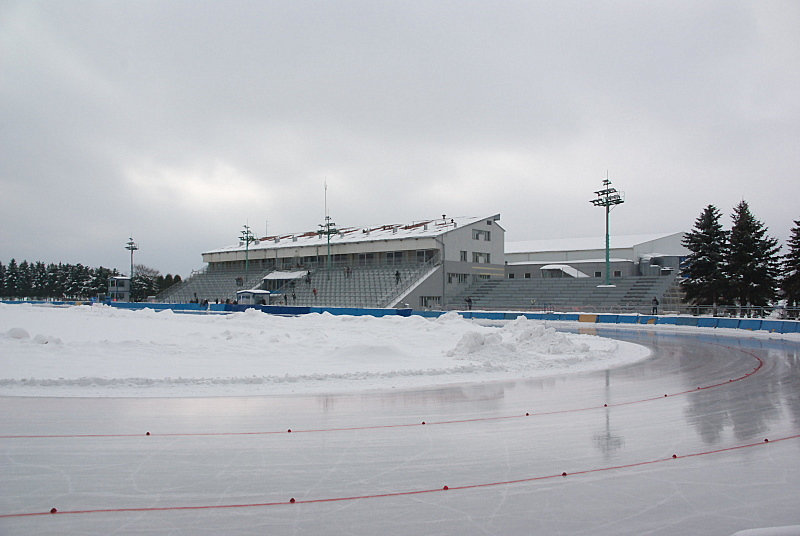
Tor Błonie. W tle trybuny dla publiczności (2012)

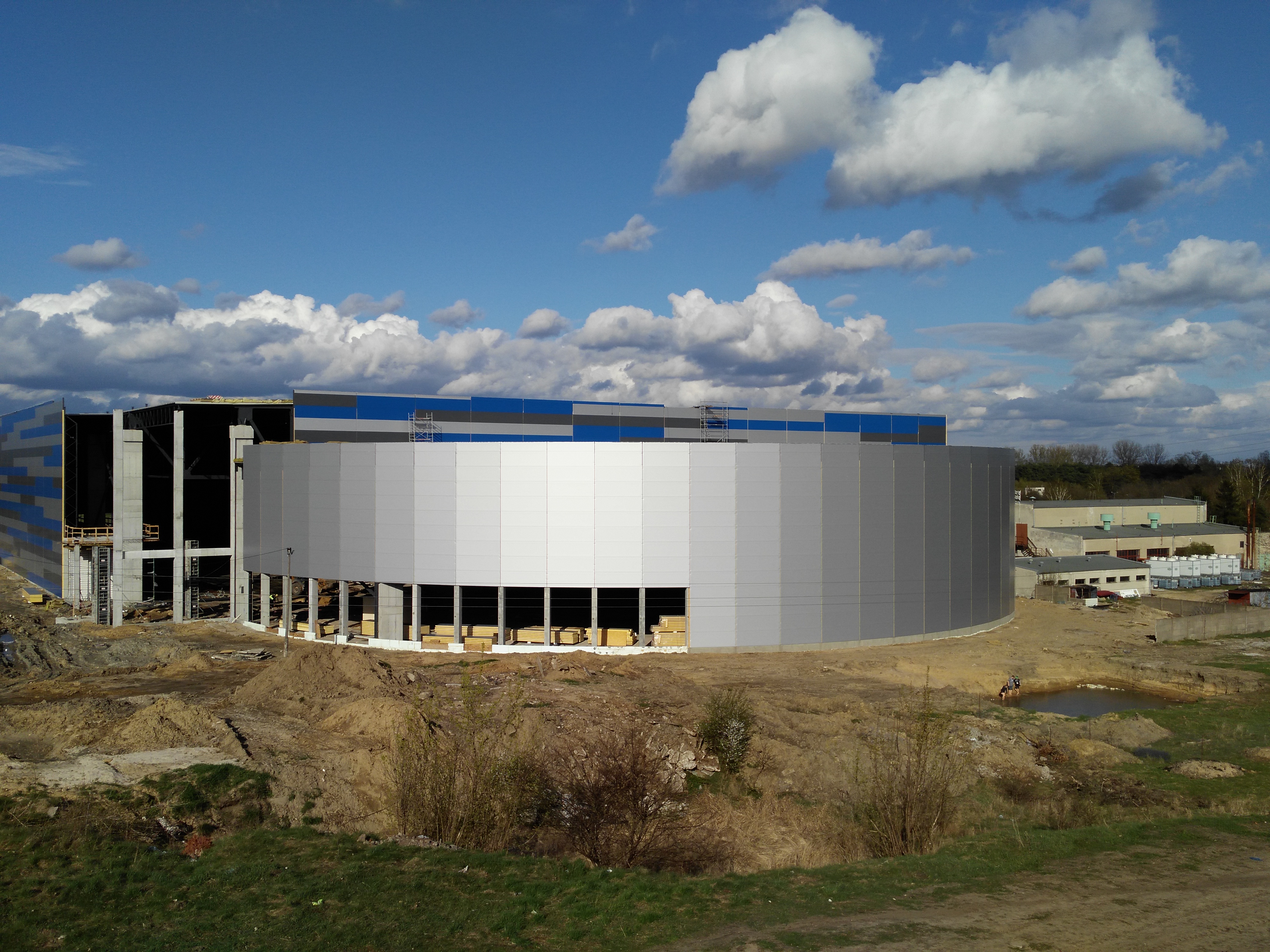
Pierwsza w Polsce, kryta Arena Lodowa Tomaszów Mazowiecki. Skalę inwestycji widać porównując sylwetki chłopców bawiących się w brodziku budowlanym. Stan prac na kwiecień 2017 roku

Tor łyżwiarski – lodowisko w kształcie owalu, przeznaczone do uprawiania łyżwiarstwa szybkiego. 
Powierzchnia toru lodowego stanowi areał owalny o obwodzie 400 m, co odpowiada jednej długości okrążenia toru. Długość ta odpowiada wymiarowi bieżni lekkoatletycznej na stadionie. Tor łyżwiarski ma dwa tory przeznaczone dla dwóch rywalizujących ze sobą zawodników, którzy podczas wyścigu naprzemiennie korzystają z torów wewnętrznego (krótszy) i zewnętrznego (dłuższy).
Podobnie jak lodowiska, tory łyżwiarskie dzielą się na dwie podstawowe grupy:
- naturalne – mrożone naturalnie (tj. siłami natury poprzez mróz),
- sztuczne – mrożone sztucznie (poprzez aparaturę mrożącą).

Obiekty sztucznie mrożone mogą mieć charakter architektoniczny:
- odkryty (inaczej otwarty) – tor łyżwiarski w całości usytuowany „pod gołym niebem”, nie posiadający zadaszenia oraz ścian bocznych,
- półotwarty – tor łyżwiarski posiadający zadaszenie, lecz nie posiadający ścian bocznych (jednej, dwóch, trzech lub wszystkich czterech),
- kryty – tor łyżwiarski w całości usytuowany w zamkniętym obiekcie (hali), posiadający zarówno zadaszenie, jak i wszystkie cztery ściany boczne.

Poza zawodami łyżwiarstwa szybkiego na torach organizuje się także zawody ice speedway (wyścigi motocyklowe na lodzie, zwane też żużel na lodzie).

## Tory łyżwiarskie w Polsce
Pierwszy sztuczny tor łyżwiarski w Polsce (a dwunasty w Europie) o nazwie Torkat otwarto 7 grudnia 1930 w Katowicach przy ulicy Bankowej. W 1976 r. otwarto tor łyżwiarski w Lubinie (o długości 250 m). Pierwszym, krytym, sztucznie mrożonym torem łyżwiarskim w Polsce jest - wybudowana w latach 2016–2017 - Arena Lodowa Tomaszów Mazowiecki, zlokalizowana na wysokości 153 m n.p.m.
Obecnie w Polsce funkcjonują trzy pełnowymiarowe, sztucznie mrożone obiekty: 
- Stegny w Warszawie (osiedle Stegny) – w latach 1953–1977 funkcjonował jako naturalny, ponownie otwarty w 1979 r. jako sztuczny[5], zlokalizowany na wysokości 82 m n.p.m.;
- Błonie w Sanoku (dzielnica Błonie) – początkowo istniał jako naturalny, jako sztuczny otwarty w 1980 r., zlokalizowany na wysokości 284 m n.p.m.[6];
- COS w Zakopanem – w latach 1956–2007 funkcjonował jako naturalny, ponownie otwarty w 2008 r. jako sztuczny[7][8], zlokalizowany na wysokości 932 m n.p.m.[9][10]

## Tory łyżwiarskie na świecie
Znane tory łyżwiarskie na świecie:
- Vikingskipet w Hamar (Norwegia) – arena zawodów łyżwiarstwa szybkiego podczas Zimowych Igrzysk Olimpijskich 1994
- M-Wave w Nagano (Japonia) – arena zawodów łyżwiarstwa szybkiego podczas Igrzysk Olimpijskich w 1998
- Oval Lingotto w Turynie (Włochy) – arena zawodów łyżwiarstwa szybkiego podczas Zimowych Igrzysk Olimpijskich 2006
- Richmond Olympic Oval w Richmond (Kanada) – arena zawodów łyżwiarstwa szybkiego podczas Zimowych Igrzysk Olimpijskich 2010
- Olympic Oval w Calgary (Kanada) – arena zawodów łyżwiarstwa szybkiego podczas Zimowych Igrzysk Olimpijskich 1988
- Utah Olympic Oval w Salt Lake City (Stany Zjednoczone) – arena zawodów łyżwiarstwa szybkiego podczas Zimowych Igrzysk Olimpijskich 2002 (najszybszy tor lodowy na świecie, ustanowiono na nim najwięcej rekordów świata)
- Thialf w Heerenveen (Holandia)
- Kometa w Kołomnie (Rosja)
- Adler-Ariena w Soczi (Rosja) – arena zawodów łyżwiarstwa szybkiego podczas Zimowych Igrzyskach Olimpijskich 2014